# Odontepyris
Odontepyris is een geslacht van vliesvleugelige insecten van de familie platkopwespen (Bethylidae).

## Soorten
- O. erucarus (Szelenyi, 1958)
- O. moldavicus (Nagy, 1976)